# Adam Przewoski
Adam Przewoski (Przeworski) herbu własnego – wicewojewoda pomorski w latach 1652-1654, sędzia ziemski mirachowski w latach 1630-1669.
Poseł na sejm zwyczajny 1635 roku, sejm 1642 roku, sejm 1645 roku, sejm 1646 roku.